# Cathy Turnerová
Cathy Ann Turnerová (provdaná Bostleyová, * 10. dubna 1962, Rochester) je bývalá americká závodnice v short tracku.
Je držitelkou čtyř olympijských medailí. Dvě z nich jsou individuální: zlato z pětisetmetrové trati na olympiádě v Albertville roku 1992 a v Lillehammeru roku 1994. Krom toho má dvě medaile ze štafet, stříbro z Albertville a bronz z Lillehammeru. Byla známa svým agresivním stylem jízdy, několikrát byla obviněna i diskvalifikována kvůli zablokování či inzultaci soupeře. Před vstupem do profesionálního sportu se věnovala kariéře zpěvačky, pod uměleckým jménem Nikki Newland. Má bakalářský titul z informatiky na Northern Michigan University. Nyní žije v Parmě v New Yorku a pracuje jako správce databáze ve společnosti Paychex Inc. Živí se také jako jako motivační řečník a tisková mluvčí. Byla také sportovním expertem televize ESPN.